# Église de la Trinité de Toruń
Pour les articles homonymes, voir Église de la Trinité.
L'église de la Trinité de Toruń (également église de la Trinité, polonais Kościół św. Trójcy) est une église de Toruń, en Pologne. L'église est située dans le marché de la vieille ville de Toruń.

## Histoire

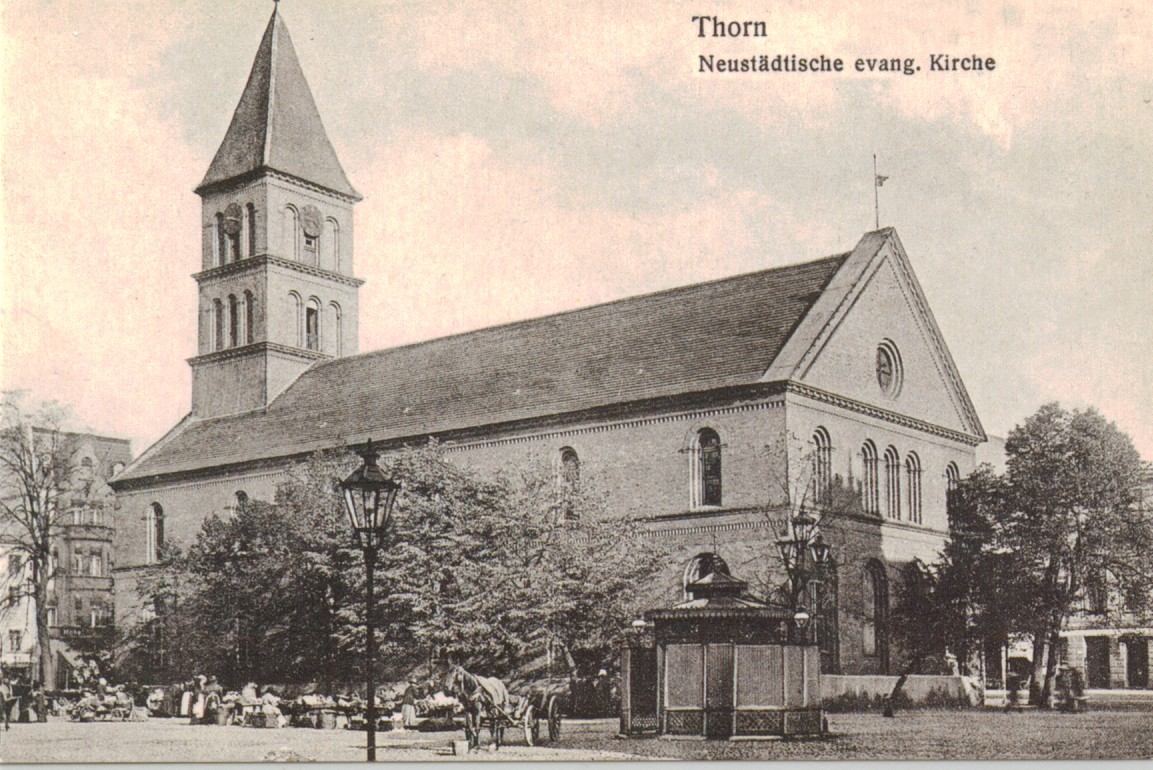
Église protestante de la nouvelle ville, vers 1900

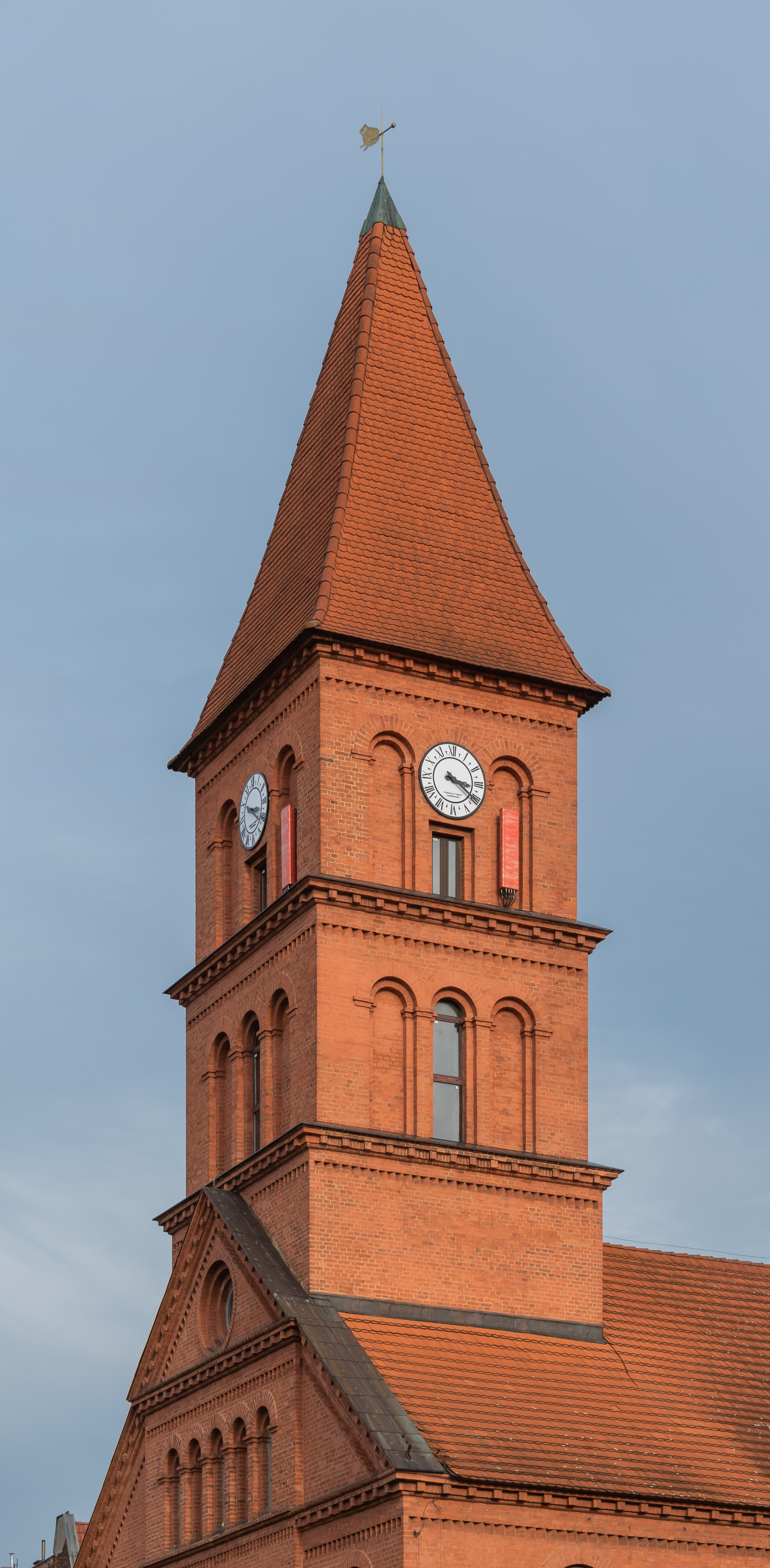
Clocher.

En 1668, ce qui était alors le nouvel hôtel de ville a été converti en église de la Trinité pour la paroisse évangélique luthérienne après que son ancienne église Saint-Jacques ait été remise à un couvent catholique ,.
En 1818, ce bâtiment a été démoli en raison de défauts structurels majeurs sous l'ancienne administration de l'église prussienne et remplacé par une nouvelle église. Celle-ci a été inaugurée en 1824.
Les paroisses protestantes maintenant situées en Pologne en raison de la résurgence de la Pologne ont formé l'Église évangélique uniate en Pologne au début des années 1920. En 1927, l'église de la Trinité passa des mains des églises uniates à une paroisse orthodoxe. Le bâtiment a été utilisé comme salle de stockage depuis 1939.
En 1994, l'église a été restaurée et a depuis été utilisée à diverses fins culturelles.

## Architecture
L'église de 1824 est le seul édifice sacré néo-roman de la ville. Il mesure environ 40 mètres de long, 16 mètres de large et environ 25 mètres de haut. La tour mesure 40 mètres de haut.

## Littérature
- Eva Börsch-Supan, Zofia Ostrowska-Kębłowska : Les provinces de Prusse orientale et occidentale et le Grand-Duché de Poznan. (= Karl Friedrich Schinkel. Le travail de la vie. Tome 18). Deutscher Kunstverlag, Munich et Berlin 2003.  (ISBN 3-422-06380-3) . p. 278-280.

## Liens web
- Dawny zbór ewangelicki w. Trójcy